# Károlyi S. Mihály
Károlyi S. Mihály, családi nevén Schwarzkopf-Erni (Nagykároly, 1950. május 1. – Nyírábrány, 2004. december 19.) magyar pedagógus, író, színműíró.

## Életútja
Szülővárosában végezte a líceumot (1969), a marosvásárhelyi Pedagógiai Főiskolán magyar–román szakos diplomát szerzett (1975). Általános iskolai tanár Csanáloson.
Elbeszéléseit, riportjait az Utunk, Igaz Szó, Új Élet, mesejátékait a Művelődés közölte, munkatársa volt a két évfolyamot megért Játékszínnek, versei diáklapokban (Athenaeum, Thália, Echinox, Gînduri Studențești) jelentek meg. A szakadék című drámája a 6 színjáték című antológiában (1979) és az Igaz Szó 1979/7-es számában látott napvilágot s megnyerte az Igaz Szó 1979. évi díját; Amikor szabad a vár című vígjátékát a Művelődés adta közre (1980/11).

## Kötetei
- Gyárfás Jenő 1857–1925 (Almási Tiborral közösen, művészmonográfia, Litera Könyvkiadó, 1979)
- Schwarzkopf-Erni Mihály: Idővel mérve; Piremon, Vámospércs, 1994
- Schwarzkopf-Erni Mihály: Gyermekidő. Gyermek és ifjúkori történetek a mesevilág varázslatával; Piremon,  Vámospércs, 1996